# Rüxleben (Kleinfurra)
Rüxleben ist ein Ortsteil von Kleinfurra im Landkreis Nordhausen in  Thüringen.

## Lage
Rüxleben befindet sich mit der Ansiedlung Darre westlich von Kleinfurra an der südlich vorüberführenden Landesstraße L 1034 in der kupierten Wipperniederung am Fuß der Hainleite östlich von Wolkramshausen. Zur Etymologie von -leben siehe hier.

### Nachbarorte
|                | Hain                                        |           |
| Wolkramshausen | Kompassrose, die auf Nachbargemeinden zeigt |           |
| Hainrode       | Wernrode und Straußberg                     | Großfurra |

## Geschichte
Am 20. März 1143 wurde das Dorf erstmals urkundlich genannt.
Der Ort war und ist überwiegend landwirtschaftlich geprägt. In Rüxleben gab es ein Rittergut, ursprünglich im Besitz des thüringischen Uradelsgeschlechts von Rüxleben. Bis etwa 1795 bewirtschaftete Johann Carl Moritz Eggert, Sohn des Pastors Christoph Conrad Eggert aus Kleinfurra, das „Adlige Gut zu Rüxleben“, bevor er 1795 das „Herrschaftliche Vorwerk Österkörner“ pachtete. Seit 1864 war das Gut im Besitz der Familie Andreae.
Das Rittergut wurde unter sowjetischer Besatzung entschädigungslos enteignet, der Eigentümer und sein Sohn im September 1945 verhaftet. Heute befinden sich im ehemaligen Herrenhaus ein Kindergarten und mehrere Wohnungen. Die Bauern mussten nach der Landaufteilung ab 1952 den Weg der Kollektivierung gehen und nach der Wende neue Formen der Landwirtschaft finden. Heute gehört dazu unter anderem eine Biogasanlage.
Mit der Bahnverbindung Sondershausen–Nordhausen entstand eine Anbindung an industrielle Arbeitsplätze.
Die Kirche St. Maria virginis besitzt einen ursprünglichen Wehrturm mit Fachwerkaufsatz. Die Gemeinde hat ihre Kirche gut erhalten bzw. wiederhergestellt. Neben der Kirche befindet sich ein Grabdenkmal der Rittergutsfamilie von Rüxleben, in einem nicht zugänglichen Gewölbe unter der Kirche ihre Gebeine.
Die Wipperbrücke in Rüxleben wurde 2011/12 abgerissen und neu gebaut.

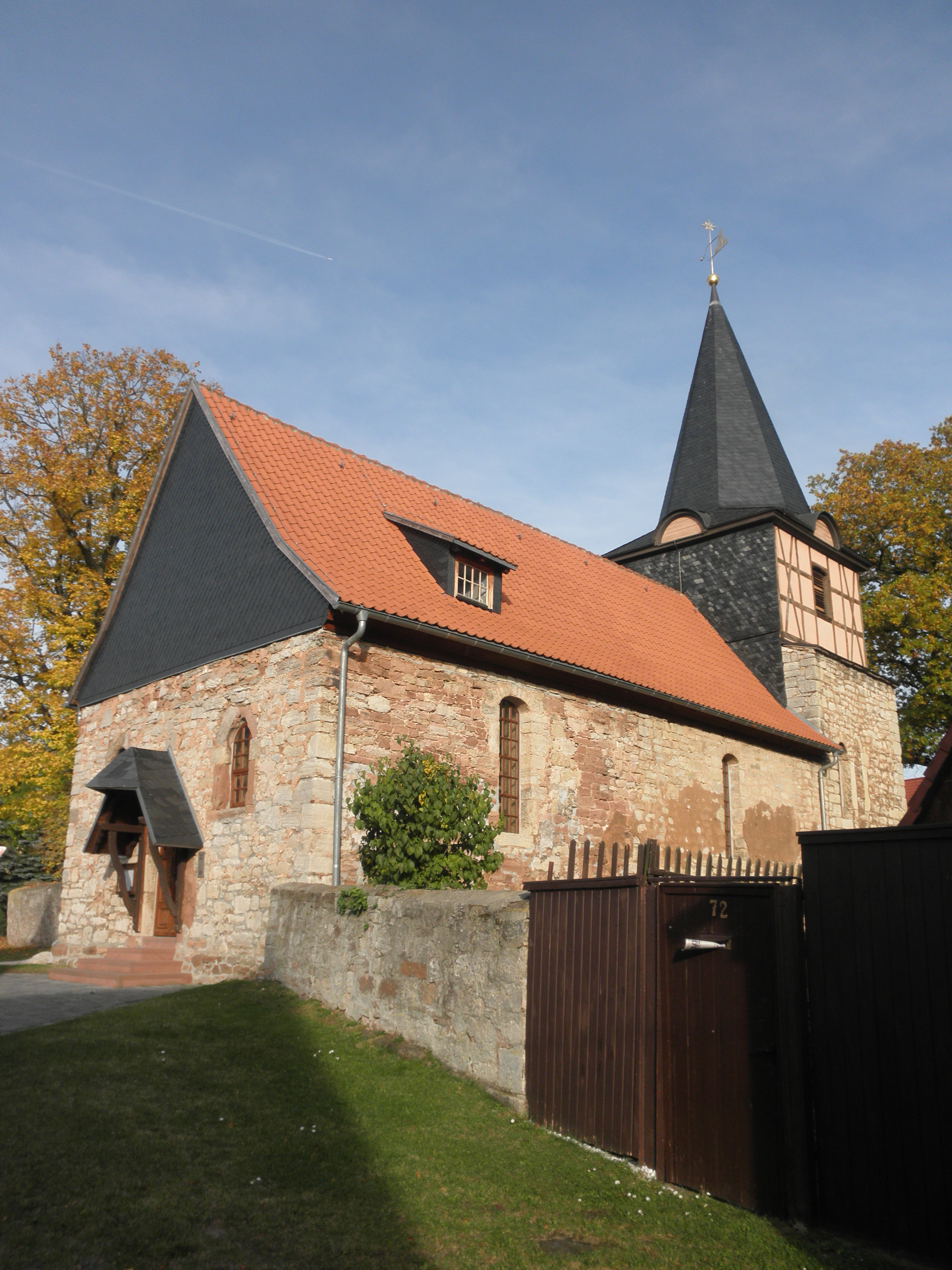
Kirche St. Maria Virginis in Rüxleben
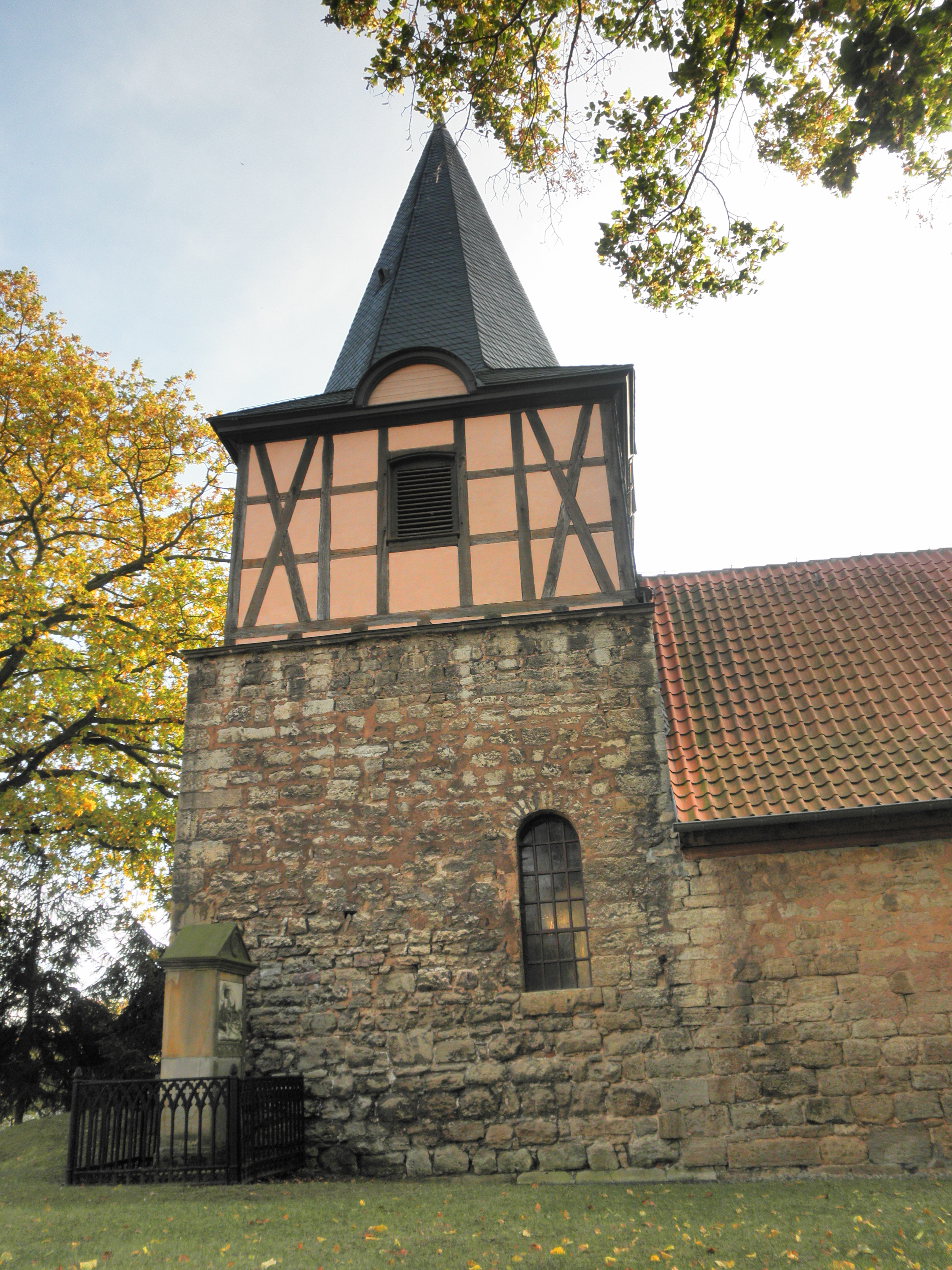
Kirchturm Rüxleben
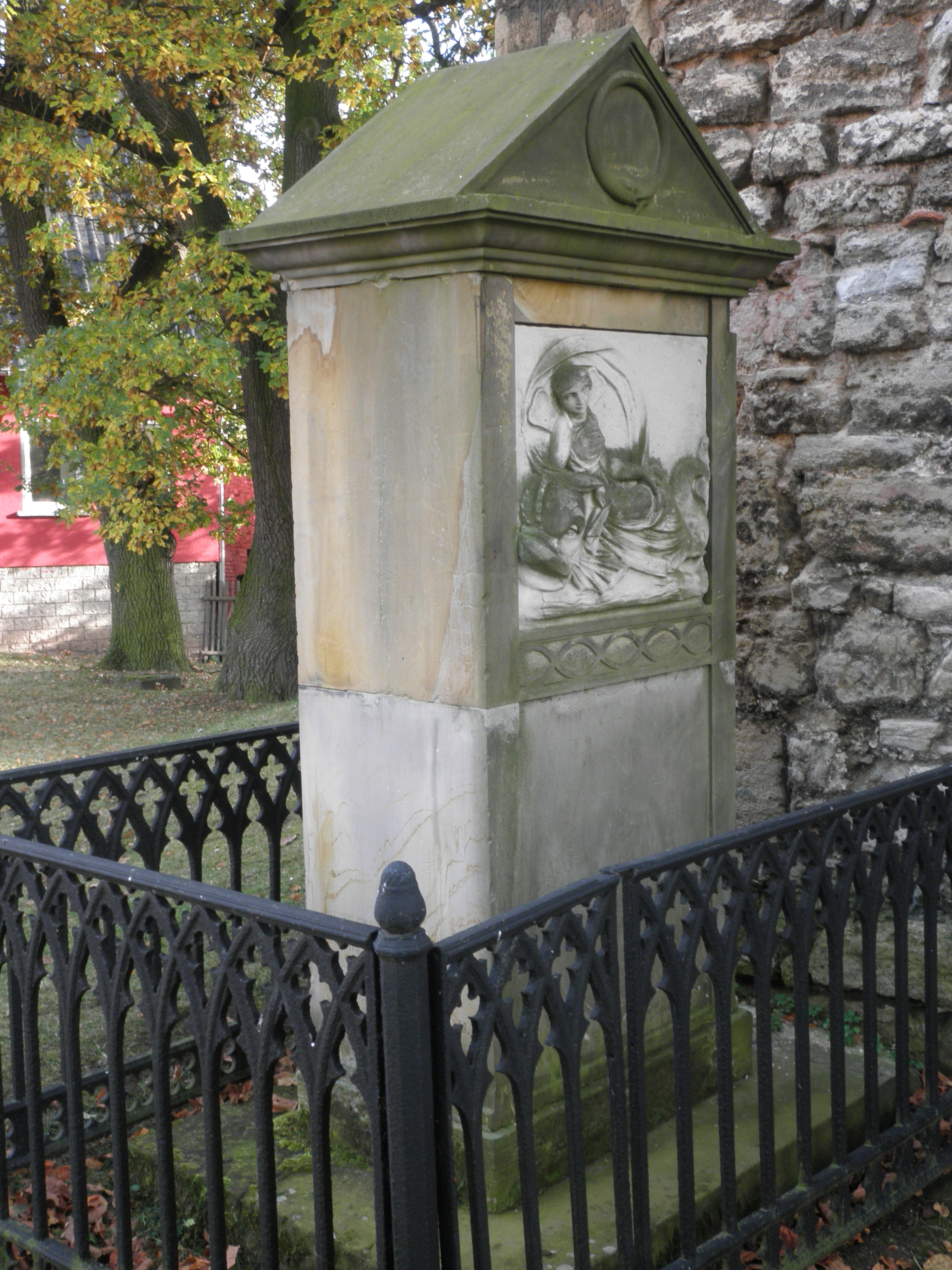
Grabdenkmal Familie von Rüxleben
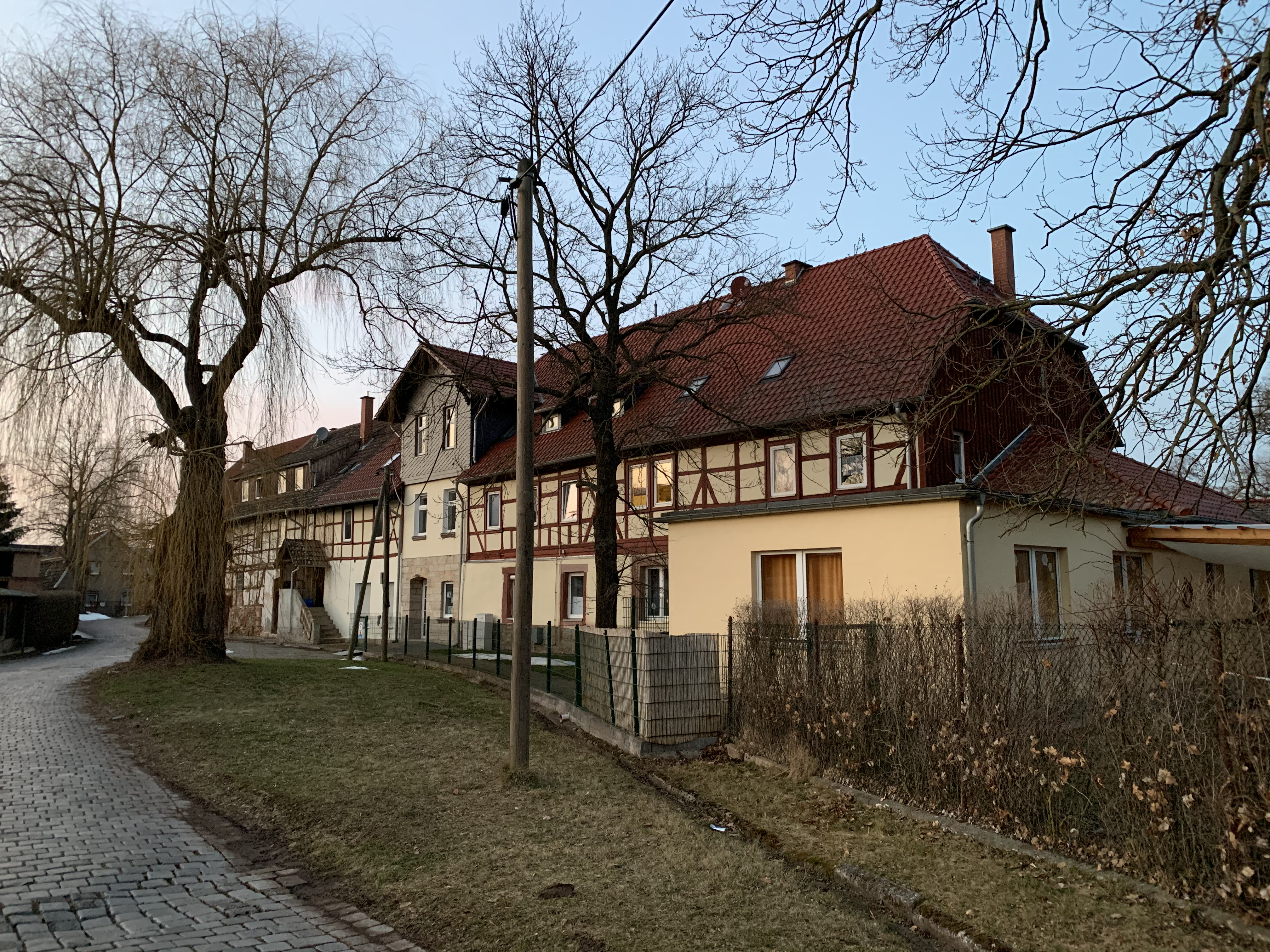
Früheres Gutshaus in Rüxleben

## Vereine
- Kirmesburschen Rüxleben
- Freiwillige Feuerwehr Rüxleben e. V.
- Chorgemeinschaft Kleinfurra/Rüxleben
- Rüxleben e.V.